# George Guest
George Guest (9. února 1924 – 20. listopadu 2002) byl velšský varhaník, sbormistr a pedagog.

## Život
Narodil se ve městě Bangor v hrabství Gwynedd v severozápadním Walesu jako syn amatérského varhaníka. Ve svých devíti letech se stal sborovým zpěvákem v bangorské katedrále a o dva roky později stejnou pozici zastával v chesterské katedrále. Zde se začal učit hře na varhany od místního varhaníka Rolanda Middletona. Roku 1942 úspěšně složil zkoušku v rámci Royal College of Organists a stal se varhaníkem a sbormistrem ve farním kostele v obci Connah's Quay. Brzy byl však povolán do Royal Air Force. Po návratu se vrátil ke studiu, studoval na St John's College při Cambridgeské universitě, kde jej vyučoval skotský skladatel Robin Orr. Poté, co Orr sbor opustil, nastoupil na jeho místo právě George Guest. Funkci varhaníka a sbormistra zde zastával v letech 1951 až 1991. Zde se také věnoval pedagogické činnosti, vyučoval také na jiných školách, například na londýnské Royal Academy of Music. V roce 1987 získal Řád britského impéria. Roku 1994 byla publikována jeho autobiografická kniha nazvaná A Guest at Cambridge. Zemřel v roce 2002 ve věku 78 let. Se svou manželkou měl syna a dceru. Zajímal se o velšský jazyk a literaturu a stal se čestným druidem ve velšské kulturní instituci Gorsedd.